# M3 (пистолет-пулемёт)
М3 («Grease gun» — "смазочный шприц", "маслёнка") — американский пистолет-пулемёт времён Второй мировой войны.

## История
Пистолет-пулемёт был разработан коллективом конструкторов (Р. Штадлер, оружейник Джордж Хайд из Firearms Research Corporation и инженер Фредерик Симсон с предприятия Inland Manufacturing Division корпорации General Motors) в качестве более дешёвого и технологичного в производстве оружия на замену пистолету-пулемёту Томпсона.
Годом ранее на том же самом предприятии уже был сконструирован и выпущен опытной партией разработанный Джорджем Хайдом пистолет-пулемёт M2 Hyde, который был признан уступающим новой модели по ряду параметров.
M3 был принят на вооружение 12 декабря 1942 года под наименованием «United States Submachine Gun, Cal. .45, M3». Производство затвора освоила корпорация Buffalo Arms, производство остальных деталей и сборку оружия выполняло предприятие Guide Lamp Division, входившее в состав компании General Motors.
Прозвище Grease gun (с англ. — «шприц для смазки») он получил за встроенную в рукоятку маслёнку и внешнее сходство со смазочным шприцем для подвески автомобилей и прочих узлов, снабжённых пресс-маслёнками. Стоимость изготовления одного М3 изначально составляла 20 долларов 41 цент.

## Конструкция

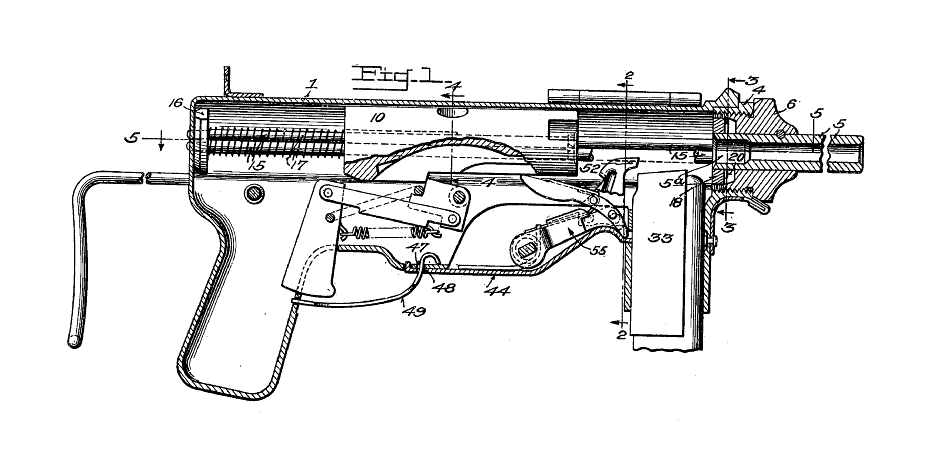

Пистолет-пулемёт работает на принципе отдачи свободного затвора. Он состоит из следующих основных частей и механизмов:
- ствол;
- затворная коробка;
- запирающий, спусковой и ударный механизмы;
- механизм заряжания;
- выдвижной металлический приклад;
- магазин с подающим механизмом;
- прицел.

Ствол соединён со втулкой наглухо, а втулка при сборке ввинчивается в затворную коробку.
Запирающий механизм состоит из затвора с бойком и двух симметрично расположенных возвратно-боевых пружин с направляющими стержнями.
Затвор и боёк представляют собой одну деталь, спусковой механизм находится в нижней части затворной коробки и позволяет вести только автоматический огонь. Он состоит из спускового крючка с пружиной, спусковой тяги и спускового рычага. Спусковой крючок тягой соединён со спусковым рычагом. Механизм заряжания находится в специальной коробке, которая присоединяется снизу к затворной коробке с помощью предохранительной скобы спускового механизма. Он состоит из рукоятки заряжания с пружиной, рычага и толкателя. При отведении рукоятки заряжания назад рычаг поворачивается, а толкатель, соединённый с рычагом, отводит затвор назад. К передней части коробки механизма заряжания приварен отражатель.
Расположение ствола на одной линии с прикладом позволяло легче контролировать отдачу.

## Варианты

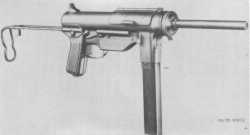
M3A1

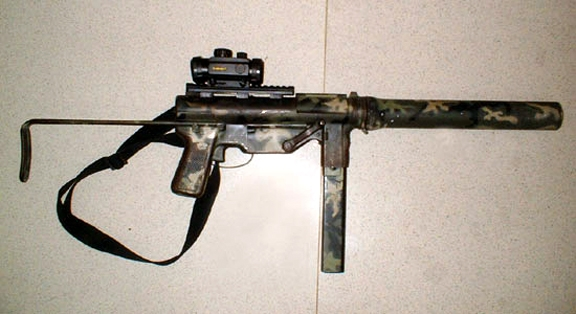
модернизированный вариант M3 SpecOps Generation 2 для морской пехоты Филиппин

- T20 — опытный предсерийный прототип[8], всего изготовлено 5 шт. для испытаний[9].
- M3 — серийная модификация 1942 года[8]
- U.S. 9 mm S.M.G. — модификация образца 1944 года под патрон 9×19 мм для Управления стратегических служб. Предназначались для использования в тылу врага (поэтому на оружии не было серийного номера). Всего выпущено 1000 шт. (в настоящее время они официально включены в перечень исторического коллекционного оружия США)[10]. Кроме того, в период Второй мировой войны на предприятиях Rock Island Arsenal и Buffalo Arms Corporation выпускались конверсионные наборы для смены калибра с .45 ACP на 9×19 мм, они включали 9-мм ствол, затвор, возвратную пружину и адаптер приёмника магазина, позволявший использовать магазины от английских пистолет-пулемётов STEN[8]. Для OSS также производилась бесшумная модификация под патрон .45 АСР с интегрированным глушителем производства фирмы Bell Laboratories из Нью-Джерси[11].
- M3A1 — модификация 1944 года (принят на вооружение 11 октября 1944 года, выпуск начат в декабре 1944 года[12], всего выпущено около 45 тыс. шт.). Могла переделываться под патрон 9×19 мм Парабеллум[8]. Пистолет-пулемёт этой модификации в 1961 году был подарен министром обороны Кубы Раулем Кастро министру обороны СССР Р. Я. Малиновскому[13].
- Тип 36 — нелицензионная копия под патрон .45 ACP, с 1947 года производившаяся в Китае[8].
- Тип 37 — нелицензионная копия под патрон 9×19 мм, с 1948 года производившаяся в Китае[8].
- Тип 50 — копия, производившаяся на Тайване[8].
- P.A.M.1 — лицензионный вариант M3A1 под патрон 9×19 мм, производившийся в Аргентине на оружейной фабрике FMAP в городе Росарио[8]. Комплект технической документации подготовил итальянский оружейник Eduardo Sustercic. Первые образцы были выпущены в 1954 году, всего в 1954—1961 годах было выпущено 34 636 шт. P.A.M.1[14].
- P.A.M.2 — P.A.M.1 под патрон 9×19 мм[8] с новым предохранителем. В 1963—1972 гг. на фабрике FMAP 16 544 шт. P.A.M.1 были переделаны в P.A.M.2 и выпущены ещё 1100 шт. новых P.A.M.2[14].
- M3 SpecOps Generation 2 — модернизированный вариант для спецподразделений морской пехоты Филиппин, разработанный в 2004 году и поступивший на вооружение в 2005 году. Оружие перекрашивали в серо-зелёный цвет, устанавливали глушитель и прицельную планку «Weaver» для крепления коллиматорного прицела «Simmons» или ночного прицела (открытый прицел при этом убирали)[15]. При этом, стоимость модернизации 40 пистолет-пулемётов M3 была равна стоимости приобретения одного современного пистолет-пулемёта H&K UMP45[16].

## Страны-эксплуатанты

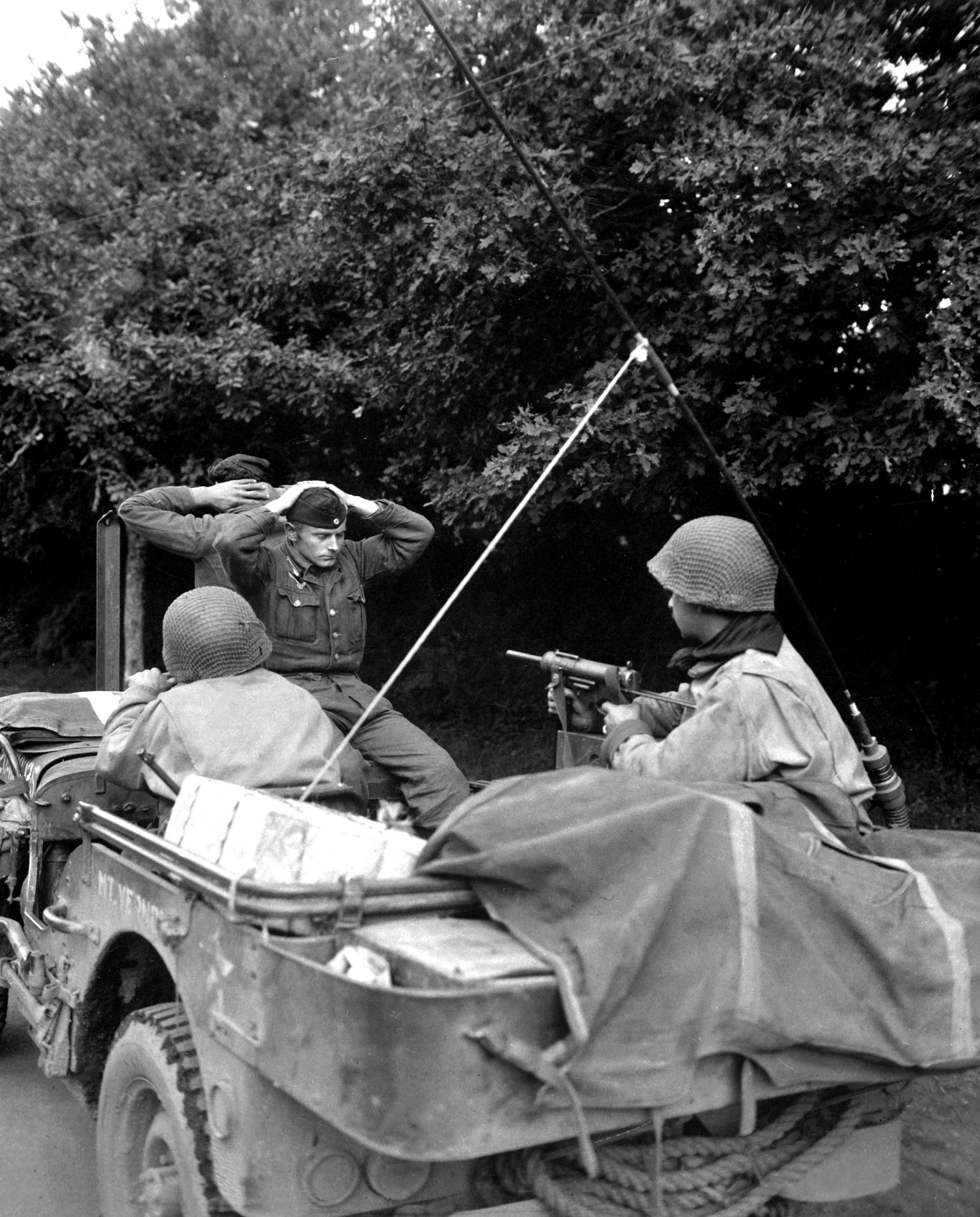

- США[1] — применялись в ходе Второй мировой войны и войны в Корее, к началу войны во Вьетнаме состояли на вооружении разведывательных подразделений и танковых частей армии США[17], в дальнейшем находились на вооружении ФБР[18] и подразделений Национальной гвардии, на вооружении экипажей бронетехники оставались по меньшей мере до 2005 года[19];
- Аргентина — P.A.M.1 и P.A.M.2 находились на вооружении с 1950-х до 1990-х годов, в 1990-е годы их складские запасы были в основном распроданы[14];
- Бельгия - поставлялись по программе военной помощи из США, оставались на вооружении армии по меньшей мере до конца 1970х годов[1].
- Бразилия — после присоединения страны к Антигитлеровской коалиции в 1942 году вооружённые силы Бразилии начали получать вооружение из США по программе военной помощи, первые M3 поступали на вооружение бразильского экспедиционного корпуса. После окончания Второй мировой войны M3 и M3A1 оставались основным образцом пистолета-пулемёта вооружённых сил и полиции Бразилии по меньшей мере до середины 1990-х годов[20];
- Вьетнам — в ходе войны во Вьетнаме трофейные пистолеты-пулемёты M3A1 использовались партизанами НФОЮВ и подразделениями Вьетнамской народной армии (при этом, основная часть трофеев представляла собой оружие, ранее поставленное южновьетнамской армии)[21];
- Греция - поставлялись по программе военной помощи из США, оставались на вооружении армии по меньшей мере до конца 1970х годов[1];
- Иран[1] — состоял на вооружении до 1975 года;
- Нацистская Германия — трофейные пистолеты-пулемёты использовались под наименованием Maschinenpistole 763(a);
- Турция - поставлялись по программе военной помощи из США, оставались на вооружении армии по меньшей мере до конца 1970х годов[1];
- Федеративная республика Германия — после создания бундесвера, полученные по программе военной помощи из США пистолеты-пулемёты поступили на вооружение под наименованием MP.52
- Филиппины — во время второй мировой войны некоторое количество было передано на вооружение укомплектованных филиппинцами подразделений войск США, после предоставления независимости в июле 1946 года они остались на вооружении войск страны. По состоянию на начало 2005 года, находились на вооружении подразделений морской пехоты и ВМФ[16];
- Южный Вьетнам — с 11 декабря 1961 года поставлялся для южновьетнамской армии[5];
- Республика Корея — поставлялся для южнокорейской армии[5];
- Япония — после окончания Второй мировой войны поставлялись для сил самообороны и полиции Японии[22] по программе военной помощи из США[1], по состоянию на начало 1980-х годов оставались на вооружении[23];
- Северная Македония — в 1998—1999 гг. США передали 707 шт. M3 по программе военной помощи Македонии[24].